# Deutsche Meisterschaften im Rennrodeln 2005
Die Deutschen Meisterschaften im Rennrodeln 2005 fanden am 27. Februar 2005 auf der Kunsteisbahn Königssee statt. Die Titel gingen an Silke Kraushaar im Einsitzer der Frauen, Georg Hackl im Einsitzer der Männer und André Florschütz/Torsten Wustlich im Doppelsitzer.

## Ergebnisse

### Einsitzer der Frauen
| Platz | Sportlerin           | Verein                        | Laufzeiten        | Zeit         |
| ----- | -------------------- | ----------------------------- | ----------------- | ------------ |
| 1     | Silke Kraushaar      | BSR Rennsteig Oberhof         | 48,363 s 48,508 s | 1:36,871 min |
| 2     | Barbara Niedernhuber | WSV Königssee                 | 48,523 s 48,425 s | +0,077 s     |
| 3     | Anja Eberhardt       | BSR Rennsteig Oberhof         | 48,497 s 48,575 s | +0,201 s     |
| 4     | Tatjana Hüfner       | WSC Erzgebirge Oberwiesenthal | 48,469 s 48,621 s | +0,219 s     |
| 5     | Sylke Otto           | WSC Erzgebirge Oberwiesenthal | 48,570 s 48,544 s | +0,243 s     |
| 6     | Anke Wischnewski     | WSC Erzgebirge Oberwiesenthal | 48,559 s 48,681 s | +0,369 s     |
| 7     | Gabi Bender          | WSV Königssee                 | 48,639 s 48,659 s | +0,427 s     |
| 8     | Natalie Geisenberger | ASV Miesbach                  | 48,662 s 48,753 s | +0,544 s     |
| 9     | Sonja Wiedemann      | SG Hausham                    | 48,809 s 48,736 s | +0,6747 s    |
| 10    | Stefanie Sieger      | WSV Königssee                 | 49,083 s 49,051 s | +1,263 s     |
| 11    | Corinna Martini      | BSC Winterberg                | 49,127 s 49,163 s | +1,419 s     |
| 12    | Astrid Scharfe       | SSV Altenberg                 | 49,460 s 49,452 s | +2,041 s     |
| DNF   | Simone Altmann       | TSV 09 Gras-Ellenbach         |                   |              |

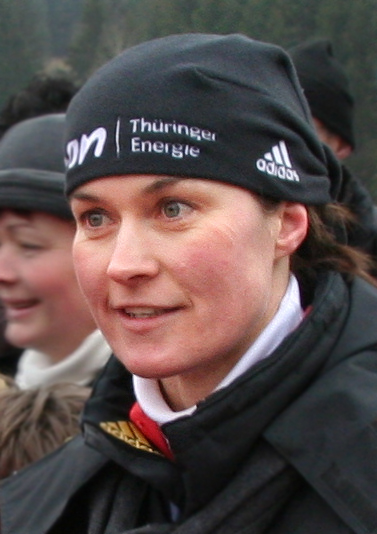
Silke Kraushaar, Deutsche Meisterin

Es traten 13 Starterinnen an. Deutsche Meisterin wurde Silke Kraushaar vor Lokalmatadorin Barbara Niedernhuber und Anja Eberhardt. Tatjana Hüfner, Sylke Otto und Anke Wischnewski verpassten das Podium. Gabi Bender, die nach dem Rennen ihre aktive Laufbahn beendete, wurde bei ihren letzten nationalen Meisterschaften Siebte. Natalie Geisenberger erreichte bei ihren ersten Deutschen Meisterschaften der Elite den achten Platz. Sonja Wiedemann, Stefanie Sieger, Corinna Martini und Astrid Scharfe folgten auf den weiteren Rängen. Simone Altmann stürzte während des ersten Laufs im unteren Bahnteil und erreichte das Ziel nicht.

### Einsitzer der Männer
| Platz | Sportlerin      | Verein                        | Laufzeiten        | Zeit         |
| ----- | --------------- | ----------------------------- | ----------------- | ------------ |
| 1     | Georg Hackl     | RC Berchtesgaden              | 47,858 s 47,793 s | 1:35,651 min |
| 2     | David Möller    | RRV Sonneberg                 | 47,836 s 48,003 s | +0,188 s     |
| 3     | Jan Eichhorn    | BSR Rennsteig Oberhof         | 48,139 s 47,836 s | +0,324 s     |
| 4     | Denis Geppert   | WSC Erzgebirge Oberwiesenthal | 47,931 s 48,216 s | +0,496 s     |
| 5     | Andi Langenhan  | RRC Zella-Mehlis              | 48,295 s 48,221 s | +0,865 s     |
| 6     | Patrick Schürer | ESV Lok Zwickau               | 48,435 s 48,287 s | +1,071 s     |
| 7     | Andreas Graitl  | RC Berchtesgaden              | 48,943 s 48,289 s | +1,581 s     |
| 8     | Richard Grill   | WSV Königssee                 | 48,636 s 48,660 s | +1,645 s     |
| 9     | Denis Bertz     | WSC Erzgebirge Oberwiesenthal | 48,718 s 48,649 s | +1,716 s     |
| 10    | Georg Hölzl     | RC Berchtesgaden              | 49,406 s 48,903 s | +2,658 s     |
| 11    | Thomas Coburger | BSR Rennsteig Oberhof         | 49,673 s 49,778 s | +3,800 s     |
| 12    | André Lotze     | BRC Ilsenburg                 | 50,044 s 50,930 s | +5,323 s     |

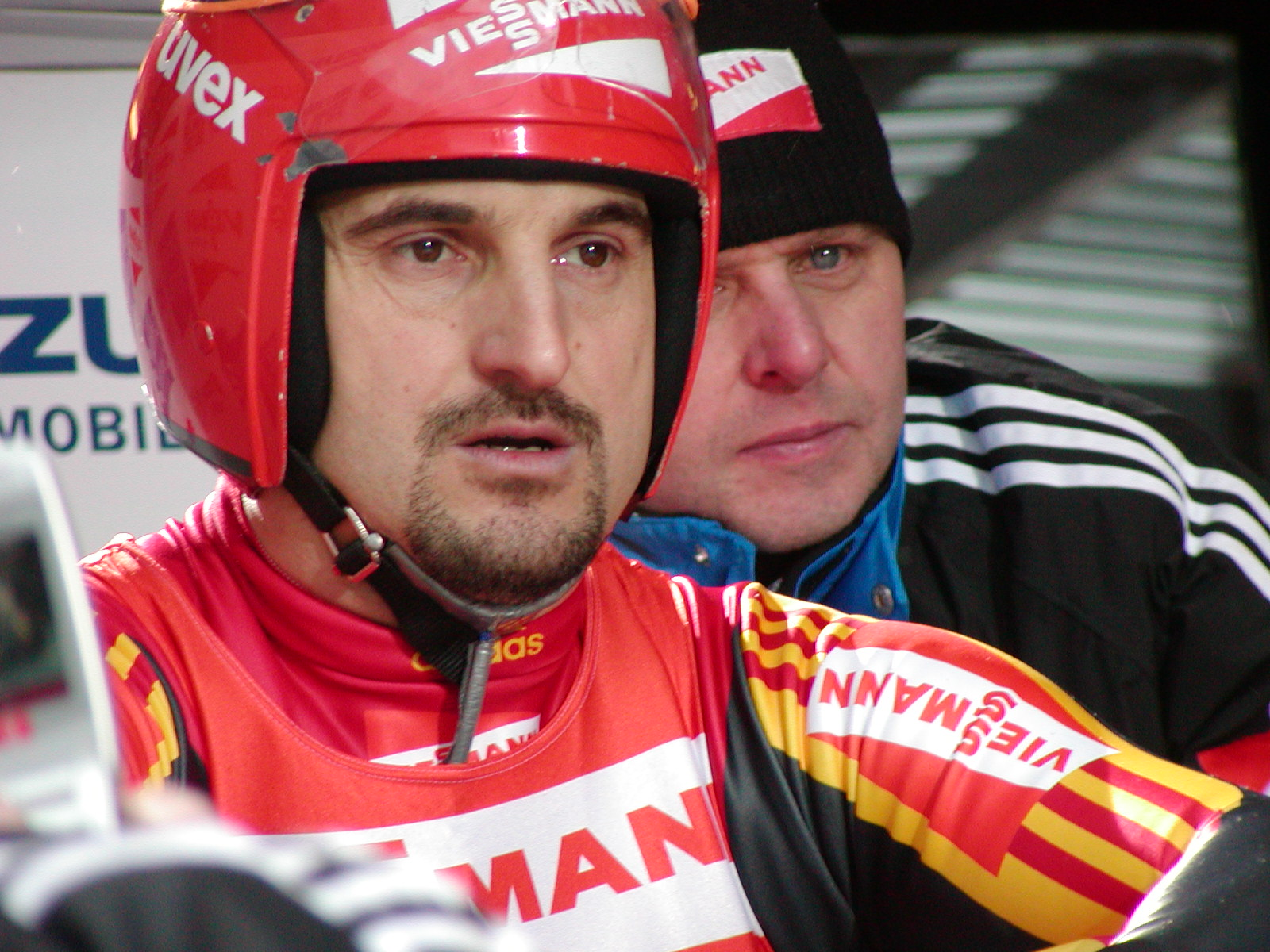
Georg Hackl, Deutscher Meister

Im Einsitzer der Männer traten 12 Starter an. Deutscher Meister wurde der dreifache Olympiasieger und zehnfache Weltmeister, Georg Hackl, der nach dem Rennen seine Karriere beendete. Lag er nach dem ersten Lauf noch auf Rang 2, fuhr er mit der Bestzeit im zweiten Lauf zum Meistertitel. David Möller, nach dem ersten Lauf noch in Führung, verpatzte den zweiten Durchgang und wurde Vizemeister. Den Bronzerang sicherte sich Jan Eichhorn, Denis Geppert verpasste mit einem schwächeren zweiten Lauf diesen. Andi Langenhan, Andreas Graitl, Richard Grill, Denis Bertz und Georg Hölzl komplettierten die Top 10. Thomas Coburger und André Lotze folgten auf den weiteren Rängen.

### Doppelsitzer
| Platz | Sportlerin                        | Verein                                             | Laufzeiten        | Zeit         |
| ----- | --------------------------------- | -------------------------------------------------- | ----------------- | ------------ |
| 1     | André Florschütz/Torsten Wustlich | BRC 05 Friedrichroda/WSC Erzgebirge Oberwiesenthal | 48,189 s 48,314 s | 1:36,503 min |
| 2     | Marcel Lorenz/Christian Baude     | BSR Rennsteig Oberhof                              | 48,554 s 48,645 s | +0,696 s     |
| 3     | Tobias Wendl/Tobias Arlt          | RC Berchtesgaden/WSV Königssee                     | 48,653 s 48,801 s | +0,951 s     |
| DNF   | Sebastian Schmidt/André Forker    | SSV Altenberg                                      | 48,619 s DNF      |              |
| DNS   | Patric Leitner/Alexander Resch    | WSV Königssee/RC Berchtesgaden                     |                   |              |

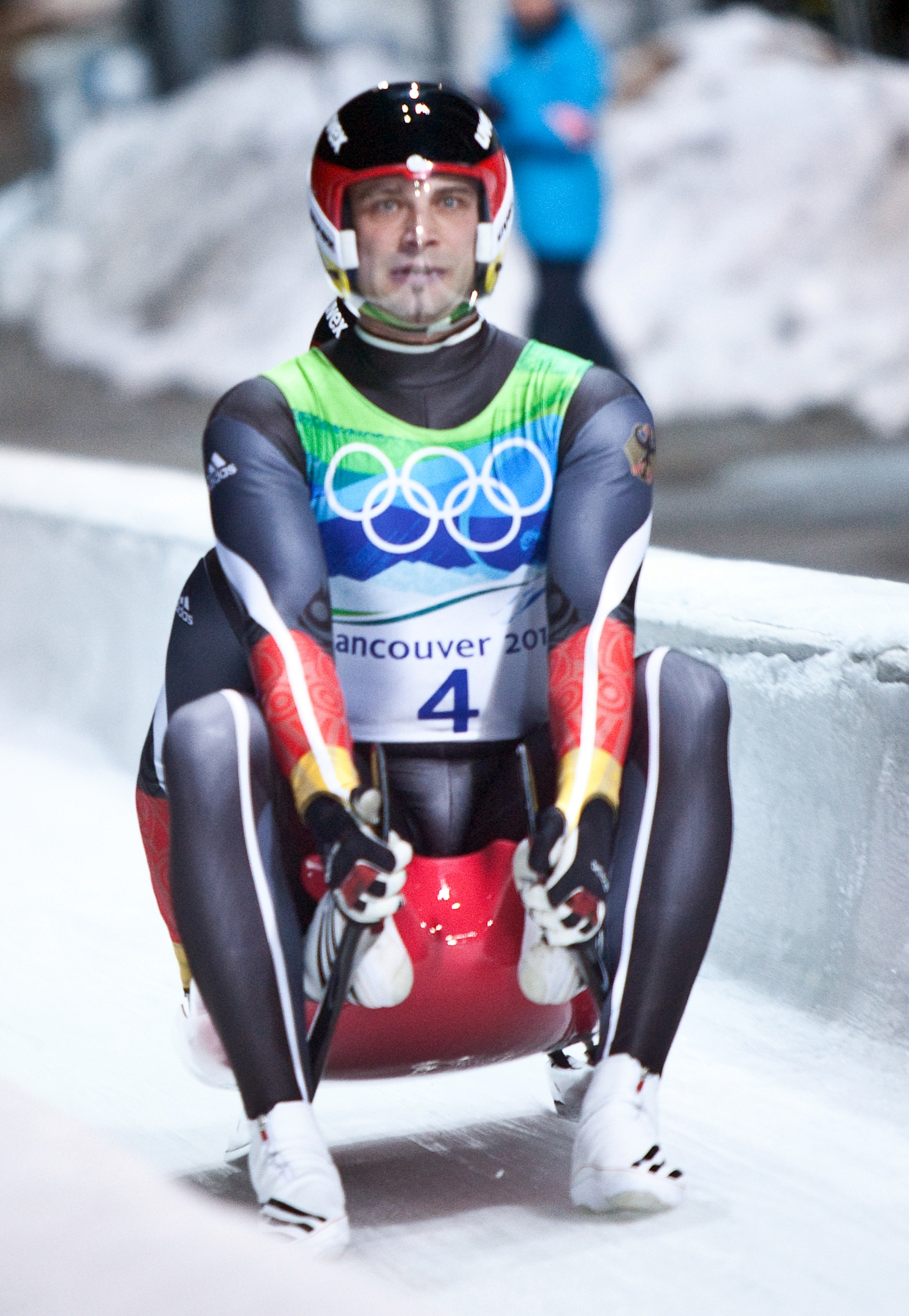
André Florschütz und Torsten Wustlich, Deutsche Meister

Es waren fünf Doppelsitzerpaare beim Titelkampf um die nationale Meisterschaft gemeldet, Patric Leitner und Alexander Resch traten jedoch nicht an. Nach dem ersten Lauf führten André Florschütz und Torsten Wustlich vor Marcel Lorenz und Christian Baude sowie Sebastian Schmidt und André Forker. Tobias Wendl und Tobias Arlt lagen auf dem vierten Platz. Den Meistertitel sicherten sich Florschütz/Wustlich, die auch im zweiten Lauf Bestzeit fuhren. Lorenz/Baude wurden Vizemeister; Wendl/Arlt sicherten sich den Bronzerang, da Schmidt/Forker – die bereits während des ersten Laufes aufgrund eines Fahrfehlers kurz vor dem Ziel die Führung verpassten – im zweiten Lauf an ähnlicher Stelle stürzten und das Ziel nicht erreichten.